# Rabak
Rabak   (în arabă ربك) este un oraș  în  Sudan. Este reședinta  statului Nilul Alb.